# Петър Топалов
Петър Петков Топалов е войвода на чета през 1867 г., известен е и като Димитър Топалов или Димитър Войняговеца.
Той е един от най-близките сподвижници и най-доверен човек на Васил Левски по време на учителствуването му във Войнягово през 1864/66 г., а и след това. Заедно с Левски през 1866 г. избягват от Войнягово във Влашко заради убийството на две турчета от съседното село Окчилар (дн.с.Климент) – Али и Мехмед, които се опитали да посегнат на честта на Пѐтровата жена. Във Влашко променя името си на Димитър за да се укрие от преследванията на турската власт. Установява се в Болград. Там се свързва със Стефан Караджа, с чиято помощ събира чета и минава Дунава, и която чета трябвало да се съедини с тази на Панайот Хитов в Стара планина. Четата на която Петър Топалов е войвода се състояла от 15 души. Тя навлиза в пределите на Османската империя към края на май 1867 г., но Хитов е разгромен, и вече е на път за Сърбия. Топаловата чета е принудена да действува самостоятелно и да води битки, макар и зле въоръжена, с многобройни турски потери при Троян, Беклемето и Карлово, а след това и в местността „Баба̀ кория“ между Войнягово и Климент, при Буново и Мирково, и накрая край Ново село (Софийско), където Петър Топалов е ранен и се укрива в една кошара. Предаден е от местния чорбаджия, и след две години разкарване по затвори, успява да се изскубне от ръцете на турците и бяга във Влашко.
За последен път името на Топалов се споменава през 1876 г. като пълномощник на БРЦК (Гюргевския комитет) за сливенския революционен окръг. Негов правнук е партизанският командир Коста Митев Топалов (Карамфил) (1920 – 1943).